# Puerto Lleras
Puerto Lleras là một khu tự quản thuộc tỉnh Meta, Colombia. Thủ phủ của khu tự quản Puerto Lleras đóng tại Puerto Lleras Khu tự quản Puerto Lleras có diện tích 2061 ki lô mét vuông. Đến thời điểm ngày 28 tháng 5 năm 2005, khu tự quản Puerto Lleras có dân số 10684 người.